# Riccò del Golfo di Spezia
Riccò del Golfo di Spezia (Ricò in ligure, Ricotium in latino), denominato anche soltanto Riccò del Golfo o Riccò, è un comune italiano di 3 631 abitanti della provincia della Spezia in Liguria.

## Geografia fisica
Il territorio di Riccò del Golfo è situato nella parte più meridionale della media e bassa val di Vara, nella vallata minore del torrente Riccò, quest'ultimo affluente del fiume Vara, e alle spalle del Golfo della Spezia.
Il territorio fa parte del Parco naturale regionale di Montemarcello-Magra-Vara. Un sentiero boschivo, passante dalla frazione di Casella e dalla Sella della Cigoletta, segnato con il numero 7 dal CAI, permette il collegamento con Vernazza e quindi la costa delle Cinque Terre.

## Origine del nome
Secondo alcune ipotesi, non suffragate da fonti certe e documentabili, il toponimo "Riccò" deriverebbe dalla parola "ricovero", mentre per altri la derivazione è ascrivibile all'unione di rì (rio, corso d'acqua) e cò (capo), storpiatura della locuzione latina caput rivi. Entrambe le ipotesi si accordano sull'originaria funzione del borgo, visto che in epoca antica qui era una ospizio della pieve di Pignone con annesso luogo di sosta e, per l'appunto, ricovero per viandanti.

## Storia

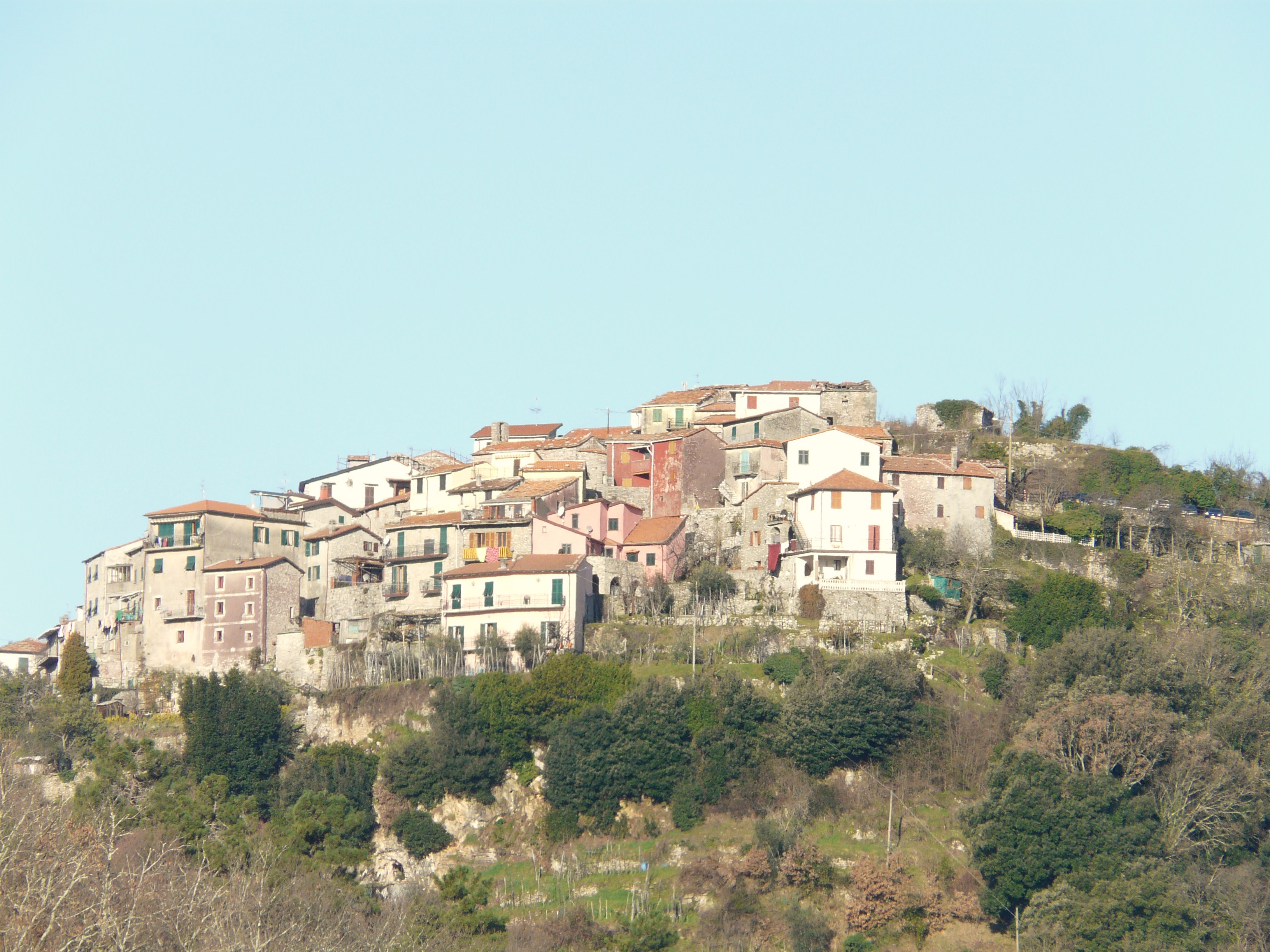
Il borgo di Ponzò

In antico Riccò era una piccola dipendenza del castello di Ponzò, luogo di sosta di soldati e pellegrini posto lungo la strada che collega l'entroterra ligure all'alta Toscana.
Il borgo di Riccò è menzionato come Riccio nell'affresco dedicato alla costa ligure nella Galleria delle carte geografiche, fatta eseguire nell'ultimo quarto del XVI secolo dal papa Gregorio XIII.
La storia di Riccò è legata al castello di Carpena e al suo consorzio - fondato da alcune signorie feudali nel XII secolo - che assieme al maniero di Ponzò era molto importante grazie alla sua favorevole geografica, posta tra le Cinque Terre ed il Golfo della Spezia.
Il borgo di Ponzò - e i suoi signori locali - da un antico documento databile al 1209 risultano annoverati tra le famiglie feudatarie genovesi. Tuttavia, per resistere all'espansione della Repubblica di Genova nel Levante ligure, i suoi signori feudali decisero di consegnare nel 1245 il castello a Oberto II Pallavicino, vicario di Federico II di Svevia. Genova, in lotta contro lo stesso Federico II, riuscì più tardi a riconquistare il castello; quest'ultimo venne poi acquistato dai Fieschi, nobile famiglia di Lavagna. Oberto Doria riprese nuovamente possesso del castello quando, alla fine della sua effimera signoria guelfa sulla Spezia ed il suo territorio, nel 1272 il conte Nicolò Fieschi fu costretto a venderlo alla Repubblica di Genova.
Il borgo di Carpena giurò, invece, fedeltà alla repubblica genovese, assieme ai Signori di Vezzano, che nel 1224 la elevò al titolo di podesteria con ampia giurisdizione sulla media e bassa val di Vara, sul golfo spezzino e una parte delle Cinque Terre.
Tuttavia i due principali borghi, e le attigue frazioni, furono nei secoli successivi in perenne lotta, come altri paesi della val di Vara, contro la stessa repubblica genovese accusata di concedere concessioni in "maniera diseguale" tra i diversi feudi del levante ligure.
Nel 1251 Carpena si ribellò a Genova, con la conseguente occupazione del locale castello, che tornò ai Genovesi solamente nel 1254. Ponzò fu in seguito aggregato alla podesteria di Corvara (frazione odierna di Beverino), a quella di Carpena e infine a quella della Spezia dopo l'istituzione di quest'ultima nel 1343 che subentrò alla stessa Carpena nel predominio del territorio.
Il declino definitivo di Carpena avvenne nel 1412 quando il borgo appoggiò la Repubblica di Firenze contro Genova: al termine del conflitto, il suo castello venne distrutto per ritorsione da Antonio Doria.
Con la nuova dominazione francese di Napoleone Bonaparte rientrò dal 2 dicembre 1797 nel Dipartimento del Golfo di Venere, con capoluogo La Spezia, nell'ambito della Repubblica Ligure. Dal 28 aprile 1798 con i nuovi ordinamenti francesi, Riccò e Carpena rientrarono nel VI cantone, capoluogo Riccò, della Giurisdizione di Golfo di Venere. Dal 1803 furono centri principali del III cantone del Golfo di Venere nella Giurisdizione del Golfo di Venere.
Nel 1804 le due municipalità di Ponzò e Valdipino furono annesse a Riccò, mentre il comune di Carpena aggregò la municipalità di San Benedetto di Riccò; nel 1806 lo stesso territorio comunale di Carpena venne unito al nuovo comune di Riccò. Annessi al Primo Impero francese dal 13 giugno 1805 al 1814 venne inserito nel Dipartimento degli Appennini.
Nel 1815 fu inglobato nella provincia di Levante del Regno di Sardegna, così come stabilì il Congresso di Vienna del 1814, e successivamente nel Regno d'Italia dal 1861. Dal 1859 al 1927 il territorio fu compreso nel I mandamento di Spezia del circondario di Levante facente parte della provincia di Genova prima e, con l'istituzione nel 1923, della provincia della Spezia poi. Nel 1863 assunse l'odierna denominazione di Riccò del Golfo di Spezia per regio decreto.
Subisce infine gli ultimi aggiustamenti e assestamenti del territorio comunale nel 1929 con l'aggregazione della frazione di Polverara dal comune di Follo.
Nel 1943 Riccò ospitò il Quartier generale del generale Erminio Rovida e della 105ª Divisione fanteria "Rovigo" fino al 9 settembre, subito dopo la firma dell'armistizio con gli Alleati, quando il generale fu catturato dai tedeschi e il comando sciolto.
Dal 1973 al 31 dicembre 2008 ha fatto parte della Comunità montana della Media e Bassa Val di Vara e, fino al 2011, della Comunità montana Val di Vara. Dal 2015 al 2017 ha fatto parte dell'Unione dei comuni delle Terre Verticali.

### Simboli
Stemma
Gonfalone

Lo stemma è stato concesso con il regio decreto dell'8 giugno 1902. 

## Monumenti e luoghi d'interesse

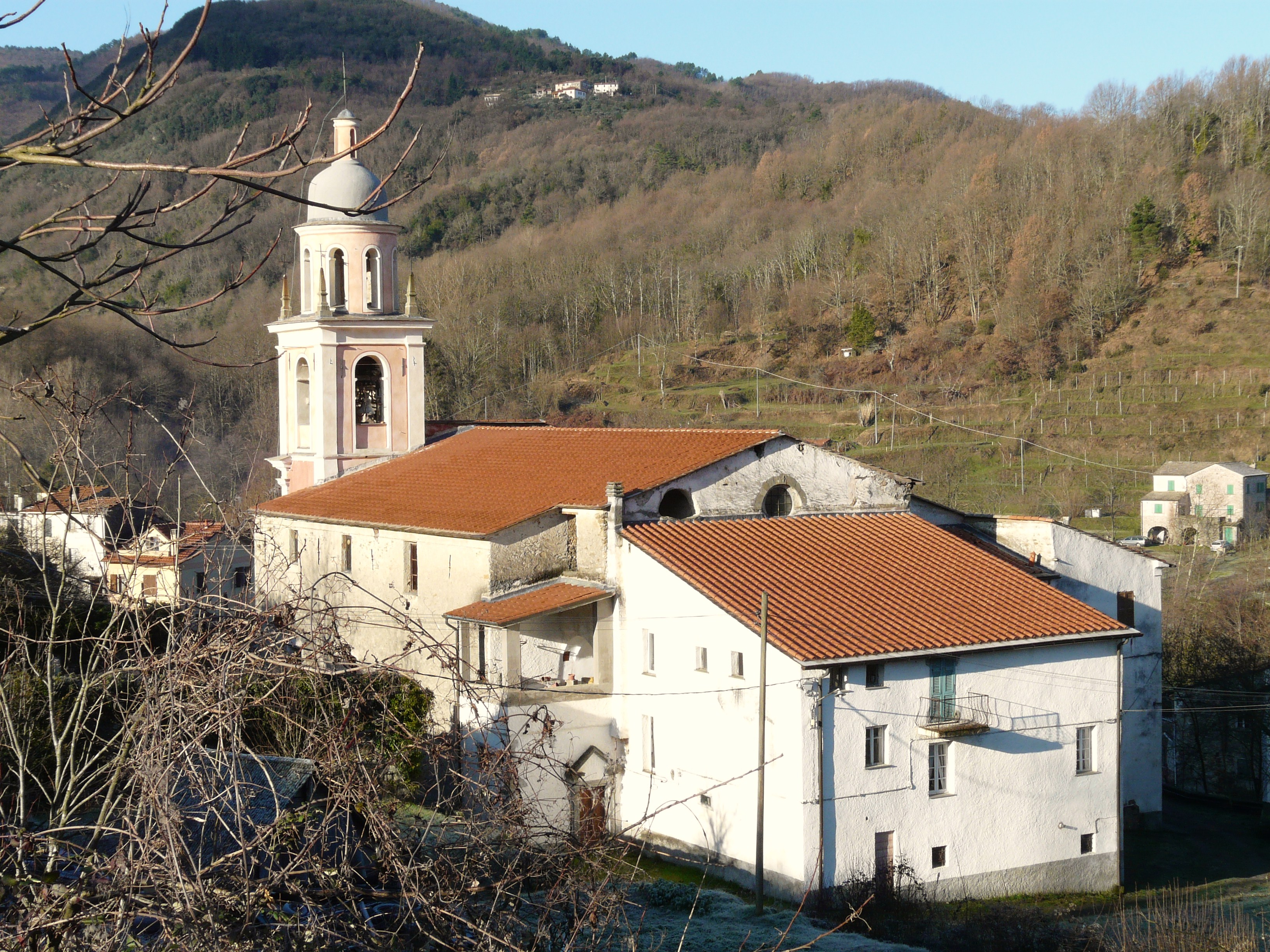
La chiesa parrocchiale di Santa Croce

### Architetture religiose
- Chiesa parrocchiale di Santa Croce nel capoluogo, risalente al XV secolo con rifacimenti nel 1639. Al suo interno è custodito un pregiato bassorilievo del XVIII secolo.[11]
- Oratorio della Santa Croce, attiguo alla parrocchiale, nel capoluogo.[11]
- Oratorio di Nostra Signora della Neve, nel centro storico del capoluogo, a fianco al quale sorgeva l'antico hospitale posto lungo il percorso della Via Aurelia.[11]
- Chiesa parrocchiale di San Cristoforo nella frazione di Ponzò.
- Oratorio di San Bartolomeo nella frazione di Ponzò. Alcune fonti farebbero risalire al XIII secolo[12] la data di fondazione dell'oratorio che, come asseriscono altre affermazioni[12], fu forse la sede del tribunale della locale podesteria in epoca repubblicana genovese. Quasi certamente[12] fu la sede dei consigli comunali della municipalità di Ponzò, sempre durante il dominio genovese.
- Oratorio della Santa Croce nella frazione di Ponzò.
- Oratorio di Santa Caterina nella frazione di Ponzò.
- Oratorio di San Rocco nella frazione di Bovecchio, dipendente dalla parrocchia di Ponzò.
- Oratorio di San Genesio nella frazione di Camedone, risalente al XVIII secolo, dipendente dalla parrocchia di Ponzò.[13]
- Chiesetta del Sacro Cuore nella frazione di Piandibarca, dipendente dalla parrocchia di Ponzò, venne edificata nel 1960.[14]
- Chiesa parrocchiale di San Nicolò nella frazione di Carpena, risalente al XVIII secolo.
- Cappella dell'Immacolata nella frazione di Castè, edificata alla fine del Settecento, dipendente dalla parrocchia di Carpena.[15]
- Chiesa parrocchiale di San Nicola di Bari nella frazione di Polverara. Edificata intorno al XIII secolo, venne ampliata e restaurata nel corso del XVII secolo.
- Oratorio di San Rocco nella frazione di Polverara.
- Oratorio della Madonna della Neve nella frazione di Polverara, in località Torre.
- Chiesa del Cuore Immacolato di Maria nella frazione di Graveglia, edificata negli anni cinquanta del XX secolo, dipendente dalla parrocchia di Polverara.[16]
- Chiesa di San Benedetto nella omonima frazione. L'antica parrocchiale fu separata dalla più antica pieve di Santo Stefano di Marinasco tramite apposita bolla vescovile datata al 1569; secondo alcune fonti fu assoggettata all'antica pieve già dal 1470. Fu restaurata e ampliata nelle forme attuali nel Settecento.
- Oratorio di Nostra Signora del Montale, attiguo alla parrocchiale di San Benedetto.[17]
- Oratorio di San Rocco, in località Pozzo, dipendente dalla parrocchia di San Benedetto.[17]
- Chiesa parrocchiale di Nostra Signora delle Grazie e San Rocco nella frazione di Quaratica. Il titolo di parrocchiale le fu attribuito nel 1927 dopo lo smembramento religioso dalla precedente parrocchia di San Benedetto, dell'omonima frazione. Gli interni sono stati decorati nel 1927 e ripresi dal pittore spezzino Navarrino Navarrini nel 1970[18].

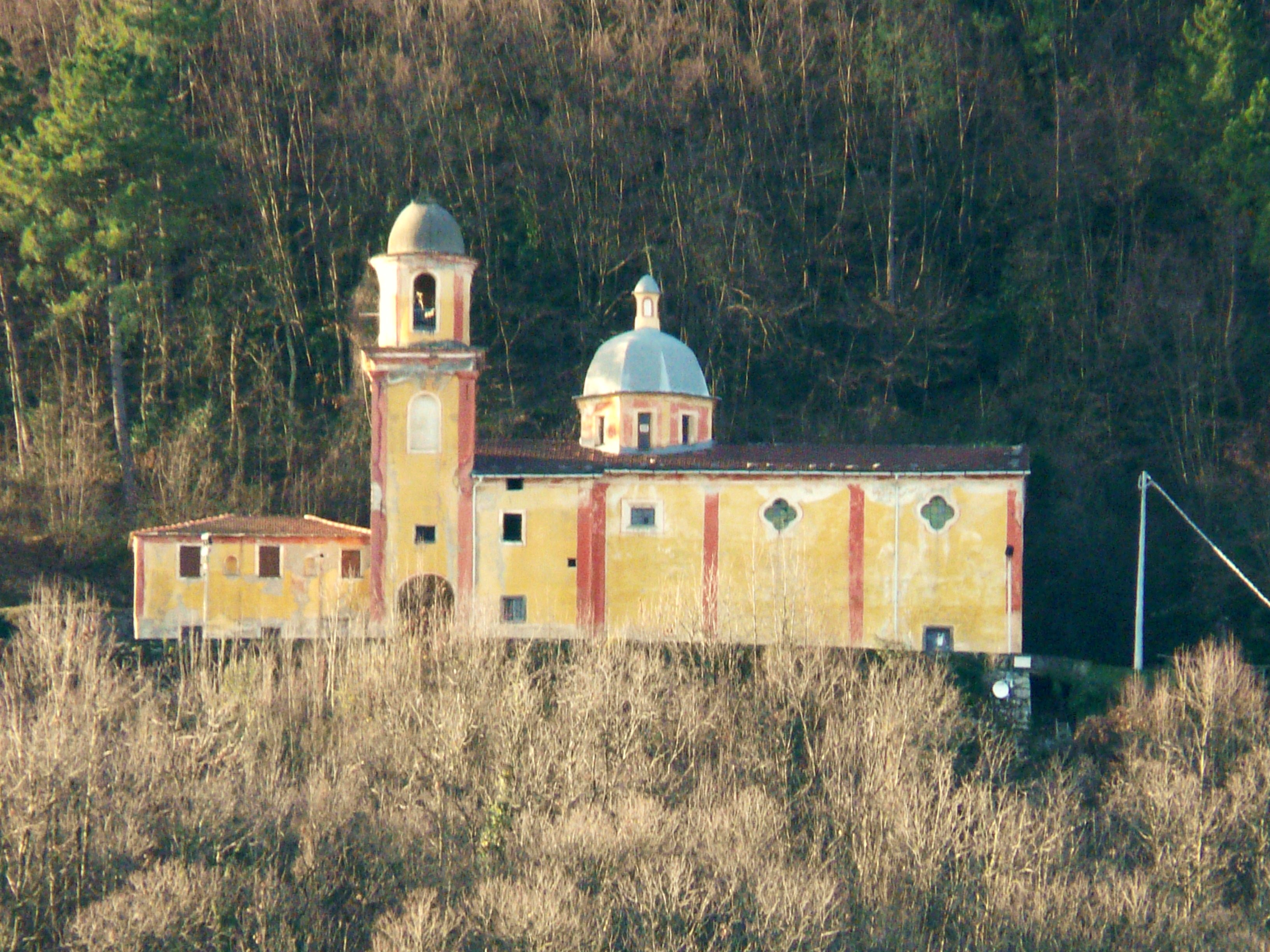
Il santuario di Nostra Signora dell'Agostina

- Chiesa di San Giovanni Battista nella frazione di Valdipino. L'edificio è risalente molto probabilmente al Quattrocento e l'attuale struttura con volte a botte è databile dopo i lavori effettuati nel 1760. Al suo interno è conservato un pregevole affresco, databile al XVI secolo, raffigurante la Madonna con il Bambino Gesù.
- Oratorio di San Michele Arcangelo nella frazione di Valdipino. Originariamente dedicato a san Rocco, dal XVII secolo divenne la sede della confraternita di San Michele Arcangelo che, in cambio dell'uso dei locali, s'impegnò ad ingrandirlo. Sopra il coro, su olio d'ardesia, è raffigurata la Madonna tra gli angeli con i santi Michele Arcangelo, Giovanni Battista e Rocco[19].
- Ex oratorio di Sant'Antonio abate nella frazione di Valdipino. L'edificio religioso è stato riconvertito all'uso civile dopo le normative e soppressioni degli ordini religiosi volute dalla nuova dominazione francese di Napoleone Bonaparte sul finire del XVIII secolo e l'inizio del XIX secolo[20]. Già scuola elementare di Valdipino, i locali sono ora sede di un circolo e di una abitazione provata[20].
- Santuario di Nostra Signora dell'Agostina, costruito intorno al 1520 da Agostina Mazaschi, donna di Valdipino.
- Santuario di San Gottardo nella frazione di Casella, eretto sul monte omonimo a circa 450 metri sul livello del mare.

### Architetture militari
- Ruderi del castello di Carpena, raso al suolo nella prima metà del XV secolo dalle truppe genovesi, per ordine di Antonio Doria, quale ritorsione per l'appoggio del borgo ai Fiorentini in lotta contro la Repubblica di Genova;[21]
- Torre castellana e borgo fortificato di Ponzò.[22]

### Architetture civili
- Corte Paganini a Castè, edificio del XVIII secolo, residenza estiva di Ubaldo Mazzini;[23]

### Aree naturali
- Grotta carsica di Quaratica;[24]
- Polje attivo di Caresana;[25]

## Società

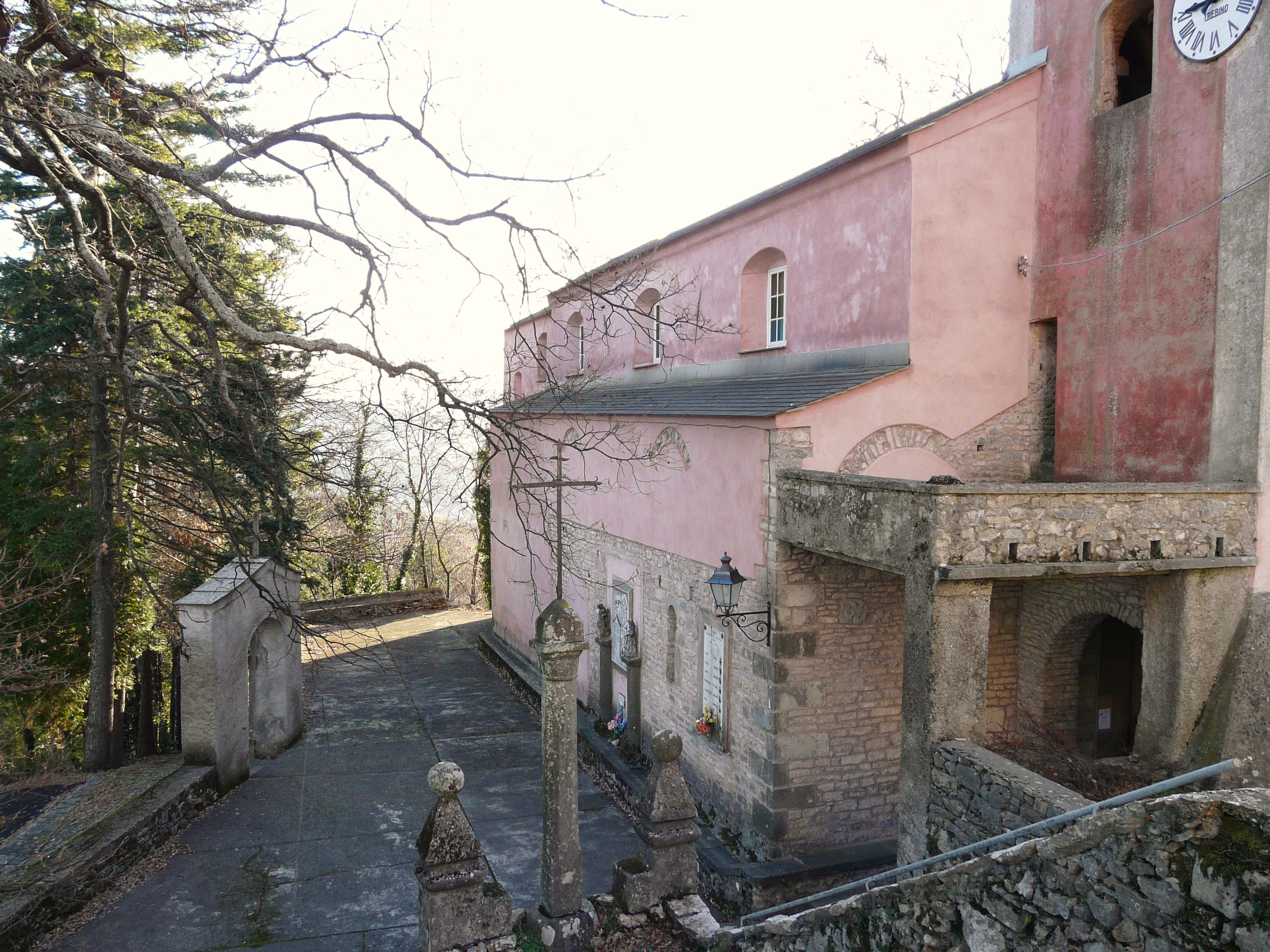
La chiesa parrocchiale di San Cristoforo di Ponzò

### Evoluzione demografica
Abitanti censiti

### Etnie e minoranze straniere
Secondo i dati Istat al 31 dicembre 2019, i cittadini stranieri residenti a Riccò del Golfo di Spezia sono 118, così suddivisi per nazionalità, elencando per le presenze più significative:
1. Romania, 25

## Geografia antropica

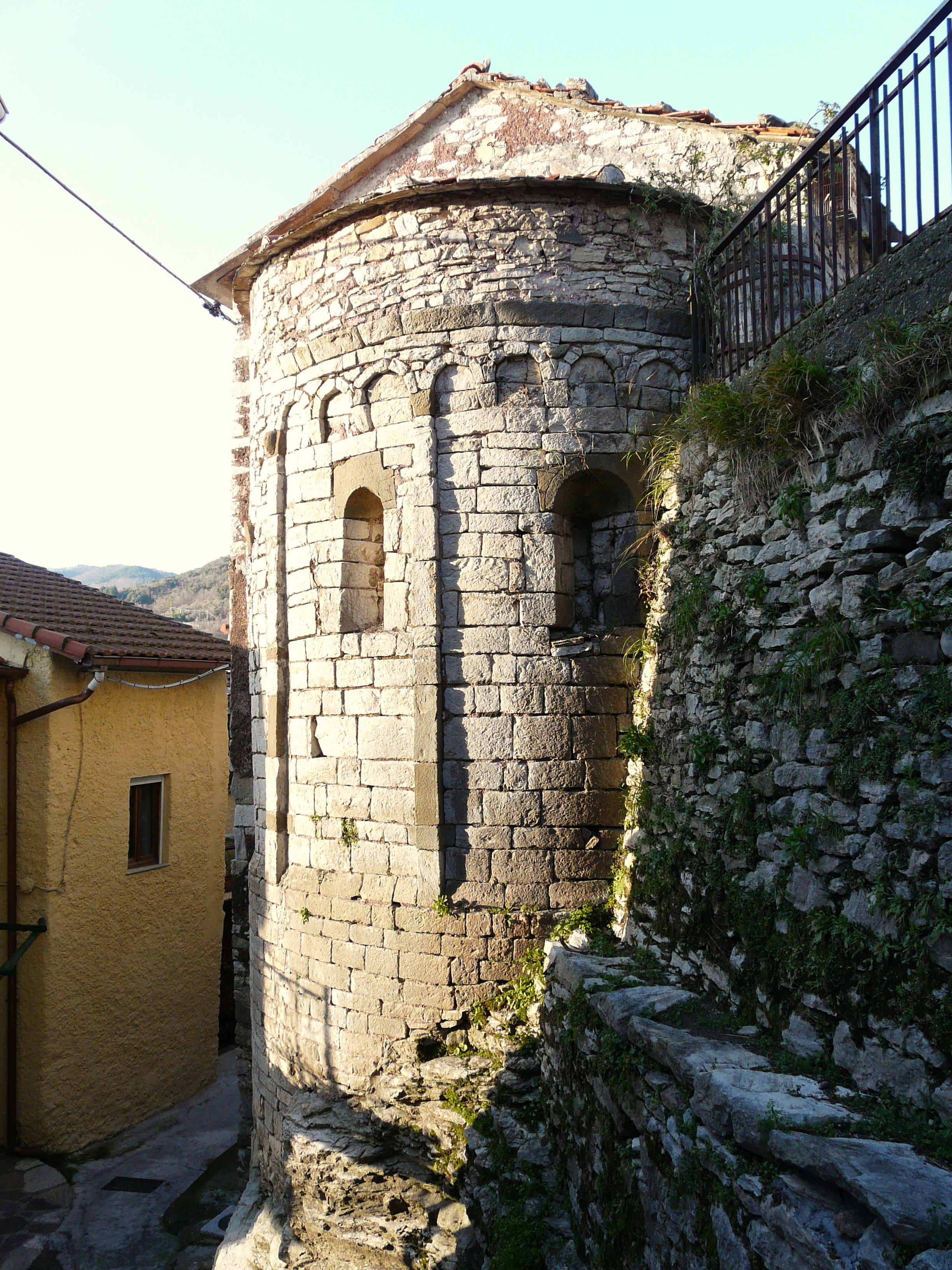
L'abside dell'oratorio di San Bartolomeo a Ponzò

L'ente comunale è costituito, oltre che dal capoluogo comprendente le località di Caresana Vecchia e Caresana Nuova, dalle frazioni di Carpena (Castè e Codeglia), Polverara (Valgraveglia), Ponzò (Bovecchio, Camedone e Pian di Barca), Quaratica, San Benedetto (Bardona, Case Molinari, Debbio, Monte Tenero, Montecapri, Porcale Superiore e Porcale Inferiore) e Valdipino (Casella e Falabiana) per un totale di 37,76 km².
Confina a nord con il comune di Beverino, a sud con Riomaggiore e La Spezia, ad ovest con Beverino e Vernazza e ad est con Follo e La Spezia.

## Economia

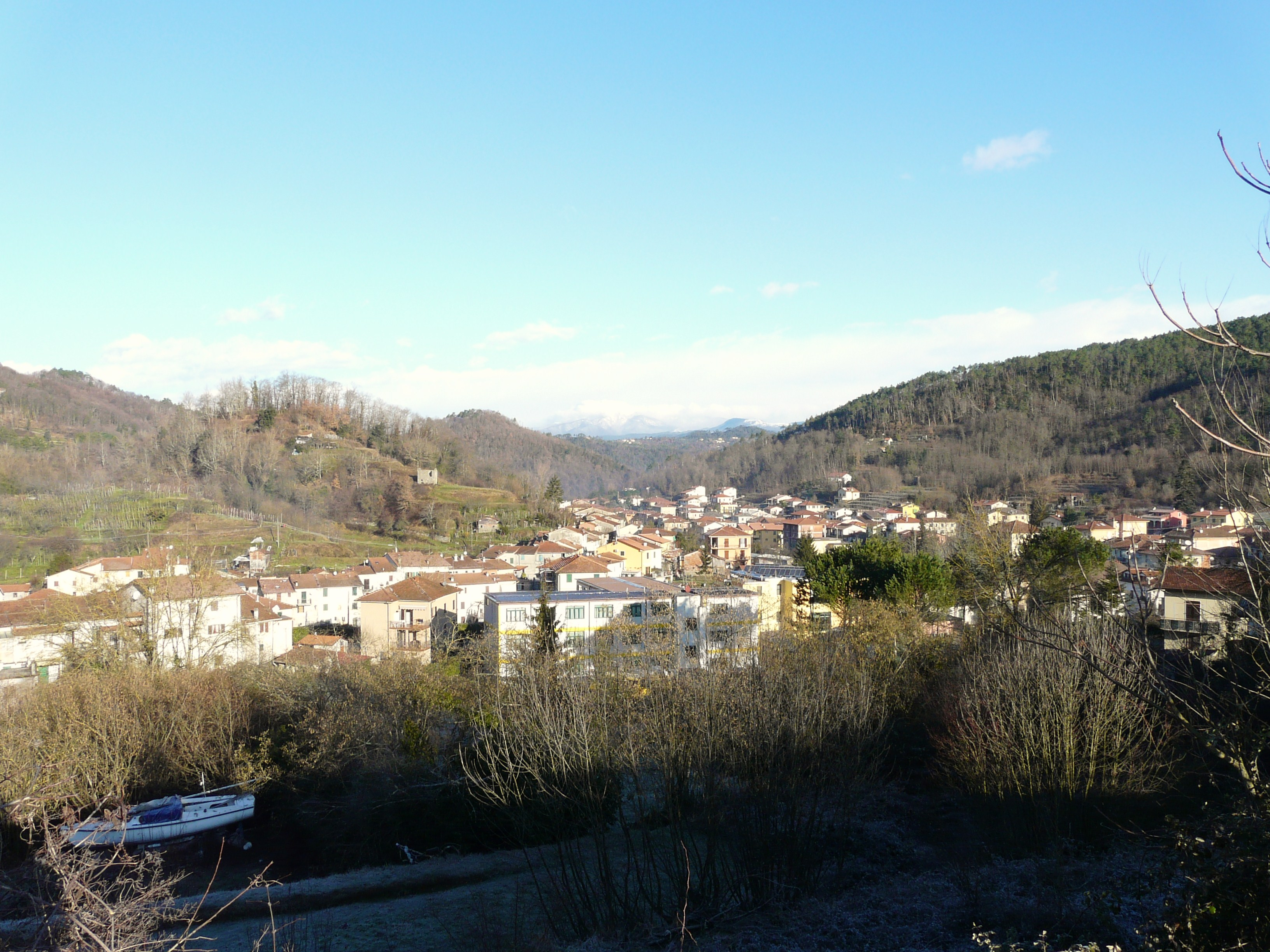
Panorama di Riccò del Golfo

La principale risorsa economica del comune è legata all'attività agricola, in particolar modo la coltivazione dei cereali e, nella prima collina, della vite e dell'ulivo. Negli ultimi anni il territorio ha conosciuto anche un importante indotto turistico agevolato dalla vicinanza con La Spezia e le Cinque Terre.

## Infrastrutture e trasporti

### Strade
Il territorio comunale di Riccò del Golfo di Spezia è attraversato principalmente dalla strada statale 1 Via Aurelia che gli permette il collegamento stradale con Beverino, a nord, e il capoluogo spezzino a sud. Ulteriori collegamenti viari del territorio sono la provinciale 38 per Trezzo (Beverino) - innestandosi con l'Aurelia presso il centro di Pian di Barca - e la provinciale 17, al bivio di San Benedetto sulla statale 1, sconfinante a nord nel territorio comunale beverinese.

### Mobilità urbana
Dai comuni di Beverino, Brugnato, La Spezia, Sesta Godano, Varese Ligure un servizio di trasporto pubblico locale gestito dall'ATC garantisce quotidiani collegamenti bus con Riccò del Golfo di Spezia e per le altre località del territorio comunale.

## Amministrazione

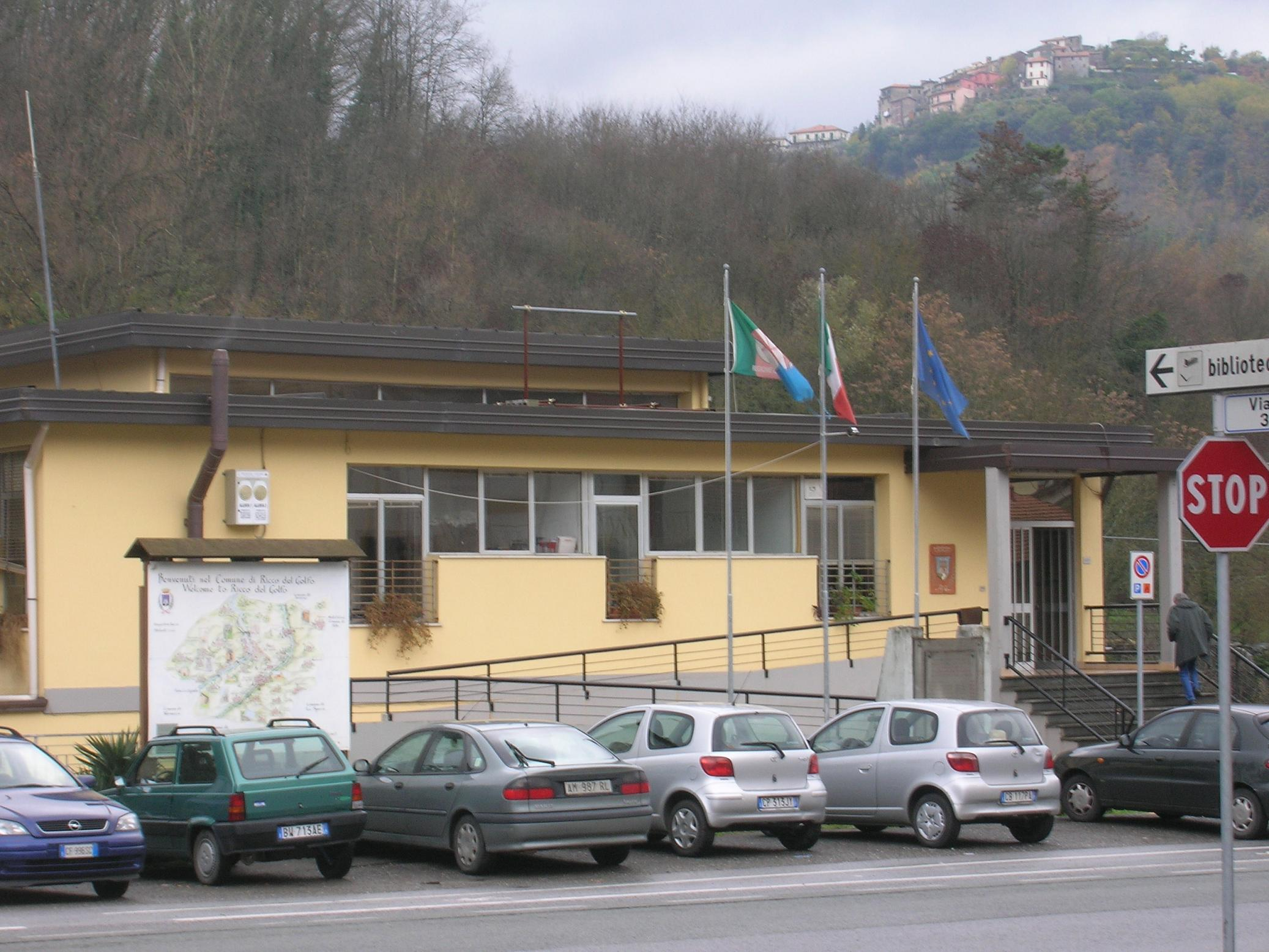
Il municipio

| Periodo        | Periodo        | Primo cittadino | Partito                                       | Carica  | Note   |
| -------------- | -------------- | --------------- | --------------------------------------------- | ------- | ------ |
| 26 luglio 1985 | 24 maggio 1990 | Mario Paganini  | Partito Socialista Italiano                   | Sindaco |        |
| 24 maggio 1990 | 24 aprile 1995 | Stefano Lupi    | Democrazia Cristiana                          | Sindaco |        |
| 24 aprile 1995 | 14 giugno 1999 | Stefano Lupi    | lista civica                                  | Sindaco |        |
| 14 giugno 1999 | 14 giugno 2004 | Roberto Figoli  | lista civica                                  | Sindaco |        |
| 14 giugno 2004 | 8 giugno 2009  | Roberto Figoli  | lista civica di centro-sinistra               | Sindaco |        |
| 8 giugno 2009  | 26 maggio 2014 | Carlo Mazza     | Partito Democratico                           | Sindaco |        |
| 26 maggio 2014 | 27 maggio 2019 | Loris Figoli    | PropostaRiccò (lista civica di centro-destra) | Sindaco |        |
| 27 maggio 2019 | 10 giugno 2024 | Loris Figoli    | PropostaRiccò (lista civica di centro-destra) | Sindaco | [ 30 ] |
| 10 giugno 2024 | in carica      | Loris Figoli    | PropostaRiccò (lista civica di centro-destra) | Sindaco |        |

## Sport
- G.S.D. Riccò Le Rondini, militante nel campionato di Prima Categoria.